# Індосамент
Індосаме́нт (від італ. in dosso — на хребті) — передавальний напис на цінному папері, в тому числі на векселі, чеку. Засвідчує передачу прав щодо цінного паперу від однієї особи до нового власника.
Як правило, індосамент проставляється на звороті документу або на додатковому аркуші — алонжі. Містить підпис особи, котра здійснює індосамент — індосанта, разом з супроводжувальним написом (або без нього).
В іменному індосаменті зазначено назву особи, на користь якої він виконаний — індосата. Натомість, у бланковому індосаменті не міститься вказівки про нового власника. Силу бланкового має також індосамент на пред'явника. Заставний індосамент використовується переважно при операціях кредитування банком підприємств під заставу векселів. Передоручувальний індосамент може включати ряд застережень, які мають на увазі просте доручення провести операції з цінним папером. Індосат у цих випадках може індосувати цінний папір на користь наступної особи лише у порядку передоручення, тобто з аналогічним застереженням. Безоборотний індосамент здійснюється із застереженням «без обороту на мене» чим знімає відповідальність з векселедавця за несплаченим і опротестованим у платежі векселем.
Крім передавальної індосамент виконує також гарантійну та легімітаційну функції.
- Гарантійна функція полягає в тому, що після передачі векселя індосант сам стає перед індосатом у положенні вексельного боржника, який відповідає згідно з законом за акцепт і платіж за векселем. В міру збільшення кількості індосаментів зростає і коло осіб, пов'язаних солідарною відповідальністю за векселем і цим самим підвищується його надійність.

- Легімітаційна функція (засвідчення законності права) випливає з того, що законність прав вексельного кредитора базується на неперервному ряді індосаментів, навіть у випадку, коли останній індосамент є бланковим.

Індосамент повинен бути простим і нічим не зумовленим. Усілякі обмежувальні умови вважаються недійсними (ненаписаними). Підпис на індосаменті повинен бути виконаним власноруч, тоді як інші його частини можуть наноситись механічними засобами.